# Мещерский, Николай Иосифович
Николай Иосифович Мещерский (8 августа 1897 — 11 ноября 1973) — офицер советского военно-морского флота, капитан 1-го ранга.

## Биография
Родился в семье начальника московского почтового отделения князя Иосифа Васильевича Мещерского (1866—1919) и его жены Екатерины Павловны (1860—1922). В 1916 году окончил реальное училище в Калуге.
В марте 1918 года окончил курс Морского училища.
С ноября 1921 по декабрь 1922 года занимал должность минного специалиста эскадренного миноносца «Капитан Изыльметьев». С декабря 1922 года по ноябрь 1923 года занимал должность помощника командира тральщика «Березина». После окончания в 1925 году минного класса курсов командного состава ВМС РККА был назначен минером эскадренного миноносца «Ленин». В июле 1927 года назначен флагманским минером бригады заграждения и траления. В 1931—1938 годах командовал минным заградителем «9 января». За время службы в рядах РККФ дважды награждался именными часами и наградным пистолетом.
В 1938—1942 годах командовал минным заградителем «Марти». 3 ноября 1939 года присвоено звание капитана 1-го ранга.
Bo время советско-финляндской войны участвовал в постановке минного заграждения в проливе Бьёрке-Зунд в районе Койвисто.
Участник Великой Отечественной войны. В 1941 году, командуя минным заградителем «Марти» и отрядом заградителей, участвовал в одиннадцати операциях по постановке мин. Командир корабля был награждён орденом Красного Знамени, а кораблю 3 апреля 1942 года одному из первых в ВМФ СССР присвоено звание гвардейского.
В 1942 году назначен начальником штаба охраны водного района Кронштадтской базы Балтийского флота.
Назначенный весной 1943 года командиром охраны водного района Ладожской флотилии, руководил проводкой конвоев с грузами для осажденного Ленинграда и Ленинградского фронта и тралением акватории озера. За проявленные при этом доблесть и мужество награждён орденом Отечественной войны I степени. В январе 1944 года награжден вторым орденом Красного Знамени. В июле 1944 года участвовал в Тулоксинской десантной операции и за успешную высадку десанта в тылу финских войск при незначительных потерях в условиях сильнейшего противодействия противника был награждён орденом Ушакова II степени. В 1945 году выполнил «ответственное государственное задание по выводу доков и подводных лодок с оккупированной территории в советские порты» и был награждён орденом Нахимова II степени. За выслугу лет также награждён орденом Ленина.
После окончания военных действий служил в штабе Балтийского флота. В 1945—1947 годах снова командовал минным заградителем «Марти».
В октябре 1947 года был назначен командиром крейсера «Чапаев». За «халатное отношение к своим обязанностям» повлекшее за собой 1 октября 1949 года гибель в шторм моряков был осужден военным трибуналом к пяти годам лишения свободы.
В мае 1952 года помилован и восстановлен на военной службе. В 1953 году уволен в отставку.

## Семья
- Старший брат: Юрий Иосифович Мещерский (1896—1948) — художник
- Брат: Владимир Иосифович Мещерский (1897—1972) — капитан 1-го ранга
- Дочь: Софья Николаевна Мещерская — преподаватель английского языка Нахимовского училища, преподаватель английского языка в 397 школе Кировского района Ленинграда.